# Frosinone Calcio 2020-2021
Questa voce raccoglie le informazioni riguardanti il Frosinone Calcio nelle competizioni ufficiali della stagione 2020-2021.

## Stagione
Nella stagione 2020-21 il Frosinone disputa il campionato di Serie B dopo la finale play-off persa contro lo Spezia nella stagione precedente. Prende parte alla Coppa Italia a partire dal secondo turno, dove viene superato (1-3) dal Padova. I ciociari allenati da Alessandro Nesta nel girone di andata raccolgono 28 punti in ottava posizione, in corsa per un posto nei Play-off. Nel girone di ritorno perdono posizioni. Il 20 marzo i gialloazzurri perdono malamente (0-3) contro il Lecce, il tecnico viene sollevato dall'incarico, viene sostituito da Fabio Grosso che chiude il torneo con 50 punti in decima posizione. Lo statunitense Andrija Novakovich con 11 reti è stato il miglior realizzatore frusinate.

## Divise e sponsor
Lo sponsor ufficiale per la stagione 2020-2021 è la Banca Popolare del Frusinate, mentre lo sponsor tecnico è il marchio Zeus Sport.
| Casa | Trasferta | Terza divisa |

## Organigramma societario
Area direttiva
- Presidente: Maurizio Stirpe
- Consigliere delegato area finanza : Rosario Zoino
- Consigliere delegato area tecnico-operativa: Guido Angelozzi
- Consigliere: Francesco Velletri

Area organizzativa
- Delegato alla sicurezza: Simone Pinata
- Responsabile steward: Sergio Pinata
- Segreteria acquisti: Anna Fanfarillo
- Responsabile amministrazione personale e segreteria sportiva: Pierluigi D'Agostini
- Segreteria sportiva e biglietteria: Sara Recchia, Anna Fanfarillo
- Fernando Cellitti - SLO

Area comunicazione
- Responsabile commerciale ed eventi: Clara Papa
- Responsabile AFC:Filippo Iannucci, Maria Fanfarillo
- Fotografo: Emiliano Grillotti
- Responsabile comunicazione: Massimiliano Martino
- Ufficio stampa istituzionale: Giovanni Lanzi

Area marketing
- Consigliere delegato area marketing: Salvatore Gualtieri
- Responsabile marketing e digital manager: Federico Casinelli
- Responsabile rapporti sponsor ed e-commerce: Ugo Scuotto
- Responsabile merchandising e sponsor tecnico: Daniele Palladino
- Store: Raffaella Verdat,  Elena Casaburo
- Responsabile segreteria sportiva e biglietteria: Raniero Pellegrini

Area tecnica
- Allenatore: Alessandro Nesta (1ª-30ª)
Fabio Grosso (31ª-38ª)
- Allenatore in seconda: Lorenzo Rubinacci (1ª-30ª)
Stefano Morrone (31ª-38ª)
- Area tecnica: Ernesto Salvini
- Delegato area tecnica prima squadra: Alessandro Frara
- Delegato area tecnica giovanili: Emanuele Fanì
- Collaboratrice area tecnica prima squadra: Valentina Cretaro

## Rosa
Sono in corsivo i calciatori che hanno lasciato la società a stagione in corso.
| N. |                      | Ruolo | Calciatore           |
| -- | -------------------- | ----- | -------------------- |
| 1  | Italia (bandiera)    | P     | Alessandro Iacobucci |
| 2  | Italia (bandiera)    | D     | Alessandro Salvi     |
| 3  | Italia (bandiera)    | D     | Marco Capuano        |
| 4  | Argentina (bandiera) | D     | Marcos Curado        |
| 5  | Italia (bandiera)    | C     | Mirko Gori           |
| 6  | Italia (bandiera)    | D     | Riccardo Baroni      |
| 7  | Svezia (bandiera)    | C     | Marcus Rohdén        |
| 8  | Italia (bandiera)    | C     | Raffaele Maiello     |
| 9  | Italia (bandiera)    | A     | Matteo Ardemagni     |
| 9  | Italia (bandiera)    | A     | Vincenzo Millico     |
| 10 | Italia (bandiera)    | A     | Federico Dionisi     |
| 10 | Italia (bandiera)    | A     | Pietro Iemmello      |
| 11 | Italia (bandiera)    | C     | Daniel Boloca        |
| 12 | Italia (bandiera)    | P     | Giuseppe Marcianò    |
| 13 | Italia (bandiera)    | C     | Andrea Beghetto      |
| 15 | Italia (bandiera)    | D     | Lorenzo Ariaudo      |
| 16 | Italia (bandiera)    | D     | Salvatore D'Elia     |

| N. |                        | Ruolo | Calciatore           |
| -- | ---------------------- | ----- | -------------------- |
| 17 | Italia (bandiera)      | C     | Marco Carraro        |
| 18 | Stati Uniti (bandiera) | A     | Andrija Novakovich   |
| 19 | Italia (bandiera)      | C     | Alessio Tribuzzi     |
| 20 | Italia (bandiera)      | A     | Pierluca Luciani     |
| 21 | Italia (bandiera)      | C     | Andrea Tabanelli     |
| 22 | Italia (bandiera)      | P     | Francesco Bardi      |
| 23 | Italia (bandiera)      | D     | Nicolò Brighenti     |
| 24 | Italia (bandiera)      | C     | Mattia Vitale        |
| 25 | Polonia (bandiera)     | D     | Przemysław Szymiński |
| 28 | Italia (bandiera)      | A     | Camillo Ciano        |
| 30 | Polonia (bandiera)     | A     | Piotr Parzyszek      |
| 33 | Italia (bandiera)      | D     | Luigi Vitale         |
| 37 | Cipro (bandiera)       | C     | Grīgorīs Kastanos    |
| 75 | Italia (bandiera)      | P     | Thomas Vettorel      |
| 93 | Italia (bandiera)      | D     | Francesco Zampano    |
| 99 | Italia (bandiera)      | A     | Michele Volpe        |
| 99 | Italia (bandiera)      | A     | Enrico Brignola      |

## Calciomercato

### Sessione estiva (dall'1/9 al 5/10)
| Acquisti | Acquisti          | Acquisti      | Acquisti                         |
| R.       | Nome              | da            | Modalità                         |
| -------- | ----------------- | ------------- | -------------------------------- |
| D        | Marcos Curado     | Genoa         | prestito con diritto di riscatto |
| D        | Riccardo Baroni   | Fiorentina    | definitivo                       |
| C        | Andrea Errico     | Viterbese     | fine prestito                    |
| C        | Emmanuel Besea    | Viterbese     | fine prestito                    |
| C        | Mattia Vitale     | SPAL          | riscatto del cartellino          |
| C        | Grīgorīs Kastanos | Juventus      | prestito                         |
| C        | Marco Carraro     | Atalanta      | prestito                         |
| A        | Michele Volpe     | Viterbese     | fine prestito                    |
| A        | Marcello Trotta   | Ascoli        | fine prestito                    |
| A        | Piotr Parzyszek   | Piast Gliwice | definitivo                       |

| Cessioni | Cessioni          | Cessioni           | Cessioni                                           |
| R.       | Nome              | a                  | Modalità                                           |
| -------- | ----------------- | ------------------ | -------------------------------------------------- |
| P        | Paolo Bastianello | Vis Pesaro         | prestito con diritto di riscatto e contro riscatto |
| D        | Mattia Tonetto    | Imolese            | prestito                                           |
| D        | Francesco Verde   | Birkirkara         | prestito                                           |
| D        | Luka Krajnc       | Fortuna Düsseldorf | prestito con diritto di riscatto                   |
| C        | Nicolas Haas      | Atalanta           | fine prestito                                      |
| C        | Luca Paganini     |                    | svincolato                                         |
| C        | Andrea Errico     | Avellino           | prestito                                           |
| C        | Emmanuel Besea    |                    | svincolato                                         |
| C        | Raul Obleac       |                    | svincolato                                         |
| A        | Marcello Trotta   | Famalicão          | prestito con diritto di riscatto                   |
| A        | Nicola Citro      | Bari               | definitivo                                         |
| A        | Luca Matarese     | Casertana          | prestito                                           |

### Trasferimenti dopo la sessione estiva
| Acquisti | Acquisti      | Acquisti | Acquisti   |
| R.       | Nome          | da       | Modalità   |
| -------- | ------------- | -------- | ---------- |
| C        | Daniel Boloca |          | svincolato |

### Sessione invernale (dal 4/1 all'1/2)
| Acquisti | Acquisti         | Acquisti  | Acquisti      |
| R.       | Nome             | da        | Modalità      |
| -------- | ---------------- | --------- | ------------- |
| P        | Thomas Vettorel  |           | svincolato    |
| D        | Mattia Tonetto   | Imolese   | fine prestito |
| D        | Luigi Vitale     | Verona    | definitivo    |
| A        | Vincenzo Millico | Torino    | prestito      |
| A        | Marcello Trotta  | Famalicão | fine prestito |
| A        | Pietro Iemmello  | Benevento | definitivo    |
| A        | Enrico Brignola  | Sassuolo  | prestito      |

| Cessioni | Cessioni         | Cessioni   | Cessioni                         |
| R.       | Nome             | a          | Modalità                         |
| -------- | ---------------- | ---------- | -------------------------------- |
| D        | Mattia Tonetto   | Cesena     | prestito                         |
| D        | Andrea Beghetto  | Pisa       | prestito con obbligo di riscatto |
| D        | Pietro Giordani  | Fiorentina | prestito con diritto di riscatto |
| C        | Andrea Tabanelli | Pescara    | prestito                         |
| A        | Matteo Ardemagni | Reggiana   | prestito                         |
| A        | Marcello Trotta  | Cosenza    | prestito                         |
| A        | Federico Dionisi | Ascoli     | definitivo                       |
| A        | Michele Volpe    | Catania    | prestito                         |

## Risultati

### Serie B

#### Girone di andata
| Arbitro: | Manganiello (Pinerolo) |

|  |           |                        |
|  | Marcatori | 5’ Moreo 57’ La Mantia |

| Arbitro: | Santoro (Messina) |

|  |           |                              |
|  | Marcatori | 58’ Novakovich 71’ Szymiński |

| Arbitro: | Dionisi (L'Aquila) |

|           |           |  |
| Salvi 75’ | Marcatori |  |

| Frosinone 20 ottobre 2020, ore 21:00 CEST 4ª giornata | Frosinone       | 0 – 0 referto | Virtus Entella | Stadio Benito Stirpe\| Arbitro: \| Pezzuto (Lecce) \| |
| Arbitro:                                              | Pezzuto (Lecce) |               |                |                                                       |

| Arbitro: | Gariglio (Pinerolo) |

|  |           |                         |
|  | Marcatori | 6’ Ciano 49’ Novakovich |

| Arbitro: | Ghersini (Genova) |

|            |           |  |
| Rohdén 38’ | Marcatori |  |

| Arbitro: | Marchetti (Ostia Lido) |

|                           |           |  |
| Gytkjær 50’ Dany Mota 70’ | Marcatori |  |

| Arbitro: | Di Bello (Brindisi) |

|  |           |                   |
|  | Marcatori | 47’, 70’ Carretta |

| Arbitro: | Giua (Olbia) |

|                 |           |                           |
| Torregrossa 33’ | Marcatori | 27’ Zampano 84’ Parzyszek |

| Arbitro: | Giacomelli (Trieste) |

|                               |           |                           |
| Ciano 39’ Novakovich 53’, 79’ | Marcatori | 18’ Canotto 32’ Margiotta |

| Arbitro: | Ghersini (Genova) |

|                               |           |                                     |
| Adjapong 43’ Mar. Mancosu 59’ | Marcatori | 14’ (rig.) Parzyszek 88’ Novakovich |

| Arbitro: | Volpi (Arezzo) |

|               |           |                          |
| Mazzocchi 70’ | Marcatori | 59’ Parzyszek 74’ Rohdén |

| Frosinone 18 dicembre 2020, ore 21:00 CET 13ª giornata | Frosinone             | 0 – 0 referto | Salernitana | Stadio Benito Stirpe\| Arbitro: \| Abbattista (Molfetta) \| |
| Arbitro:                                               | Abbattista (Molfetta) |               |             |                                                             |

| Arbitro: | Marini (Roma) |

|                |           |  |
| Ogunseye 45+1’ | Marcatori |  |

| Arbitro: | Pezzuto (Lecce) |

|               |           |          |
| Parzyszek 84’ | Marcatori | 53’ Diaw |

| Pisa 2 febbraio 2021, ore 14:00 CET 16ª giornata | Pisa               | 0 – 0 referto | Frosinone | Stadio Arena Garibaldi-Romeo Anconetani\| Arbitro: \| Illuzzi (Molfetta) \| |
| Arbitro:                                         | Illuzzi (Molfetta) |               |           |                                                                             |

| Arbitro: | Sozza (Seregno) |

|              |           |                                |
| Kastanos 25’ | Marcatori | 40’ Sal. Esposito 87’ Paloschi |

| Vicenza 15 gennaio 2021, ore 21:00 CET 18ª giornata | L.R. Vicenza           | 0 – 0 referto | Frosinone | Stadio Romeo Menti\| Arbitro: \| Marchetti (Ostia Lido) \| |
| Arbitro:                                            | Marchetti (Ostia Lido) |               |           |                                                            |

| Arbitro: | Serra (Torino) |

|                      |           |                |
| Tabanelli 84’ (rig.) | Marcatori | 29’ Folorunsho |

#### Girone di ritorno
| Arbitro: | Ghersini (Genova) |

|                                       |           |              |
| Mancuso 34’ Żurkowski 42’ Bajrami 61’ | Marcatori | 31’ Kastanos |

| Arbitro: | Amabile (Vicenza) |

|              |           |                            |
| Iemmello 61’ | Marcatori | 45+2’ Forte 55’ Di Mariano |

| Arbitro: | Ros (Pordenone) |

|                      |           |                |
| Dionisi 90+5’ (rig.) | Marcatori | 60’ Novakovich |

| Arbitro: | Maggioni (Lecco) |

|                                 |           |                                      |
| Curado 35’ (aut.) Schenetti 50’ | Marcatori | 17’ Maiello 27’ Ariaudo 76’ Iemmello |

| Frosinone 19 febbraio 2021, ore 21:00 CET 24ª giornata | Frosinone            | 0 – 0 referto | Pescara | Stadio Benito Stirpe\| Arbitro: \| Meraviglia (Pistoia) \| |
| Arbitro:                                               | Meraviglia (Pistoia) |               |         |                                                            |

| Arbitro: | Rapuano (Rimini) |

|                                            |           |  |
| Buonaiuto 10’, 42’ Báez 52’ D. Ciofani 57’ | Marcatori |  |

| Arbitro: | Di Martino (Teramo) |

|                        |           |                         |
| Iemmello 17’ Salvi 47’ | Marcatori | 19’ Paletta 43’ Gytkjær |

| Arbitro: | Amabile (Vicenza) |

|           |           |                              |
| Crecco 7’ | Marcatori | 45’ Novakovich 86’ Szymiński |

| Arbitro: | Robilotta (Sala Consilina) |

|  |           |            |
|  | Marcatori | 90+2’ Ndoj |

| Verona 16 marzo 2021, ore 19:00 CET 29ª giornata | Chievo             | 0 – 0 referto | Frosinone | Stadio Marcantonio Bentegodi\| Arbitro: \| Marinelli (Tivoli) \| |
| Arbitro:                                         | Marinelli (Tivoli) |               |           |                                                                  |

| Arbitro: | Dionisi (L'Aquila) |

|  |           |                                |
|  | Marcatori | 52’, 68’ Coda 84’ P. Rodriguez |

| Frosinone 2 aprile 2021, ore 17:00 CEST 31ª giornata | Frosinone       | 0 – 0 referto | Reggiana | Stadio Benito Stirpe\| Arbitro: \| Ros (Pordenone) \| |
| Arbitro:                                             | Ros (Pordenone) |               |          |                                                       |

| Arbitro: | Ayroldi (Molfetta) |

|               |           |  |
| Cicerelli 55’ | Marcatori |  |

| Arbitro: | Illuzzi (Molfetta) |

|                  |           |             |
| N. Brighenti 56’ | Marcatori | 20’ Beretta |

| Arbitro: | Maggioni (Lecco) |

|                  |           |  |
| Ciurria 19’, 22’ | Marcatori |  |

| Arbitro: | Meraviglia (Pistoia) |

|                                                |           |                |
| Parzyszek 22’ Capuano 76’ Maiello 90+1’ (rig.) | Marcatori | 24’ M. Marconi |

| Arbitro: | Ghersini (Genova) |

|  |           |                       |
|  | Marcatori | 50’ (rig.) Novakovich |

| Arbitro: | Maggioni (Lecco) |

|              |           |                |
| Brignola 76’ | Marcatori | 74’ Vandeputte |

| Arbitro: | Marotta (Sapri) |

|  |           |                                    |
|  | Marcatori | 28’, 38’, 78’ Novakovich 76’ Ciano |

### Coppa Italia
| Arbitro: | Camplone (Pescara) |

|               |           |                                 |
| Tabanelli 20’ | Marcatori | 21’, 44’ Della Latta 34’ Soleri |

## Statistiche

### Statistiche di squadra
Statistiche aggiornate al 10 maggio 2021.
| Competizione | Punti | In casa | In casa | In casa | In casa | In casa | In casa | In trasferta | In trasferta | In trasferta | In trasferta | In trasferta | In trasferta | Totale | Totale | Totale | Totale | Totale | Totale | DR |
| Competizione | Punti | G       | V       | N       | P       | Gf      | Gs      | G            | V            | N            | P            | Gf           | Gs           | G      | V      | N      | P      | Gf     | Gs     | DR |
| ------------ | ----- | ------- | ------- | ------- | ------- | ------- | ------- | ------------ | ------------ | ------------ | ------------ | ------------ | ------------ | ------ | ------ | ------ | ------ | ------ | ------ | -- |
| Serie B      | 50    | 19      | 4       | 9       | 6       | 16      | 21      | 19           | 8            | 5            | 6            | 22           | 21           | 38     | 12     | 14     | 12     | 38     | 42     | -4 |
| Coppa Italia | -     | 1       | 0       | 0       | 1       | 1       | 3       | 0            | 0            | 0            | 0            | 0            | 0            | 1      | 0      | 0      | 1      | 1      | 3      | -2 |
| Totale       | -     | 20      | 4       | 9       | 7       | 17      | 24      | 19           | 8            | 5            | 6            | 22           | 21           | 39     | 12     | 14     | 13     | 39     | 45     | -6 |

### Andamento in campionato
| Giornata  | 1  | 2 | 3 | 4 | 5 | 6 | 7 | 8 | 9 | 10 | 11 | 12 | 13 | 14 | 15 | 16 | 17 | 18 | 19 | 20 | 21 | 22 | 23 | 24 | 25 | 26 | 27 | 28 | 29 | 30 | 31 | 32 | 33 | 34 | 35 | 36 | 37 | 38 |
| --------- | -- | - | - | - | - | - | - | - | - | -- | -- | -- | -- | -- | -- | -- | -- | -- | -- | -- | -- | -- | -- | -- | -- | -- | -- | -- | -- | -- | -- | -- | -- | -- | -- | -- | -- | -- |
| Luogo     | C  | T | C | C | T | C | T | C | T | C  | T  | T  | C  | T  | C  | T  | C  | T  | C  | T  | C  | T  | T  | C  | T  | C  | T  | C  | T  | C  | C  | T  | C  | T  | C  | T  | C  | T  |
| Risultato | P  | V | V | N | V | V | P | P | V | V  | N  | V  | N  | P  | N  | N  | P  | N  | N  | P  | P  | N  | V  | N  | P  | N  | V  | P  | N  | P  | N  | P  | N  | P  | V  | V  | N  | V  |
| Posizione | 20 | 7 | 4 | 6 | 4 | 3 | 5 | 7 | 6 | 5  | 5  | 3  | 3  | 5  | 6  | 7  | 8  | 9  | 10 | 10 | 10 | 10 | 10 | 9  | 11 | 10 | 10 | 10 | 11 | 12 | 13 | 14 | 14 | 15 | 14 | 11 | 12 | 10 |

Fonte:  CLASSIFICA SERIE B 20/21, su legab.it.
Legenda:

Luogo: C = Casa; T = Trasferta. Risultato: V = Vittoria; N = Pareggio; P = Sconfitta.

### Statistiche dei giocatori
Sono in corsivo i calciatori che hanno lasciato la società a stagione in corso.
| Giocatore     | Serie B  | Serie B | Serie B     | Serie B    | Coppa Italia | Coppa Italia | Coppa Italia | Coppa Italia | Totale   | Totale | Totale      | Totale     |
| Giocatore     | Presenze | Reti    | Ammonizioni | Espulsioni | Presenze     | Reti         | Ammonizioni  | Espulsioni   | Presenze | Reti   | Ammonizioni | Espulsioni |
| ------------- | -------- | ------- | ----------- | ---------- | ------------ | ------------ | ------------ | ------------ | -------- | ------ | ----------- | ---------- |
| A. Iacobucci  | 4        | -3      | 0           | 0          | 1            | -3           | 0            | 0            | 5        | -6     | 0           | 0          |
| A. Salvi      | 28       | 2       | 5           | 0          | 0            | 0            | 0            | 0            | 28       | 2      | 5           | 0          |
| M. Capuano    | 14       | 1       | 3           | 1          | 0            | 0            | 0            | 0            | 14       | 1      | 3           | 1          |
| M. Curado     | 16       | 0       | 4           | 0          | 0            | 0            | 0            | 0            | 16       | 0      | 4           | 0          |
| M. Gori       | 17       | 0       | 6           | 0          | 0            | 0            | 0            | 0            | 17       | 0      | 6           | 0          |
| R. Baroni     | 0        | 0       | 0           | 0          | 0            | 0            | 0            | 0            | 0        | 0      | 0           | 0          |
| M. Rohdén     | 32       | 2       | 6           | 0          | 1            | 0            | 1            | 0            | 33       | 2      | 7           | 0          |
| R. Maiello    | 33       | 2       | 3           | 0          | 1            | 0            | 0            | 0            | 34       | 2      | 3           | 0          |
| M. Ardemagni  | 1        | 0       | 0           | 0          | 1            | 0            | 0            | 0            | 2        | 0      | 0           | 0          |
| V. Millico    | 4        | 0       | 0           | 0          | 0            | 0            | 0            | 0            | 4        | 0      | 0           | 0          |
| F. Dionisi    | 9        | 0       | 2           | 0          | 1            | 0            | 1            | 0            | 10       | 0      | 3           | 0          |
| P. Iemmello   | 17       | 3       | 1           | 0          | 0            | 0            | 0            | 0            | 17       | 3      | 1           | 0          |
| D. Boloca     | 13       | 0       | 3           | 0          | 0            | 0            | 0            | 0            | 13       | 0      | 3           | 0          |
| G. Marcianò   | 0        | -0      | 0           | 0          | 0            | -0           | 0            | 0            | 0        | -0     | 0           | 0          |
| A. Beghetto   | 15       | 0       | 0           | 0          | 0            | 0            | 0            | 0            | 15       | 0      | 0           | 0          |
| A. Errico     | 0        | 0       | 0           | 0          | 1            | 0            | 0            | 0            | 1        | 0      | 0           | 0          |
| L. Ariaudo    | 20       | 1       | 1           | 0          | 0            | 0            | 0            | 0            | 20       | 1      | 1           | 0          |
| S. D'Elia     | 14       | 0       | 1           | 0          | 1            | 0            | 0            | 0            | 15       | 0      | 1           | 0          |
| M. Carraro    | 21       | 0       | 2           | 0          | 0            | 0            | 0            | 0            | 21       | 0      | 2           | 0          |
| A. Novakovich | 33       | 11      | 1           | 0          | 1            | 0            | 0            | 0            | 34       | 11     | 1           | 0          |
| A. Tribuzzi   | 25       | 0       | 4           | 0          | 1            | 0            | 1            | 0            | 26       | 0      | 5           | 0          |
| P. Luciani    | 1        | 0       | 0           | 0          | 0            | 0            | 0            | 0            | 1        | 0      | 0           | 0          |
| A. Tabanelli  | 10       | 1       | 0           | 0          | 1            | 1            | 0            | 0            | 11       | 2      | 0           | 0          |
| F. Bardi      | 34       | -39     | 0           | 0          | 0            | -0           | 0            | 0            | 34       | -39    | 0           | 0          |
| N. Brighenti  | 30       | 1       | 6           | 0          | 1            | 0            | 0            | 0            | 31       | 1      | 6           | 0          |
| M. Vitale     | 10       | 0       | 2           | 0          | 1            | 0            | 0            | 0            | 11       | 0      | 2           | 0          |
| P. Szymiński  | 30       | 2       | 6           | 0          | 1            | 0            | 0            | 0            | 31       | 2      | 6           | 0          |
| C. Ciano      | 26       | 3       | 4           | 0          | 1            | 0            | 0            | 0            | 27       | 3      | 4           | 0          |
| P. Parzyszek  | 28       | 5       | 2           | 0          | 0            | 0            | 0            | 0            | 28       | 5      | 2           | 0          |
| L. Vitale     | 9        | 0       | 4           | 0          | 0            | 0            | 0            | 0            | 9        | 0      | 4           | 0          |
| G. Kastanos   | 34       | 2       | 10          | 0          | 0            | 0            | 0            | 0            | 34       | 2      | 10          | 0          |
| T. Vettorel   | 0        | -0      | 0           | 0          | 0            | -0           | 0            | 0            | 0        | -0     | 0           | 0          |
| F. Zampano    | 35       | 1       | 9           | 0          | 1            | 0            | 0            | 0            | 36       | 1      | 9           | 0          |
| M. Volpe      | 0        | 0       | 0           | 0          | 0            | 0            | 0            | 0            | 0        | 0      | 0           | 0          |
| E. Brignola   | 7        | 1       | 1           | 0          | 0            | 0            | 0            | 0            | 7        | 1      | 1           | 0          |

## Giovanili

### Organigramma
Area direttiva
- Direttore: Ernesto Salvini
- Assistente alla direzione con delega Settore Giovanile: Emanuele Fanì
- Medico: Dott. Pierluigi Lucchese

Area tecnica
- Allenatore Primavera: Luigi Marsella
- Allenatore Under-17: David Di Michele
- Allenatore Under-16: Paolo Negro
- Allenatore Under-15: Lorenzo Carinci
- Allenatore Under-14: Walter Broccolato
- Allenatore Under-13: Matteo Di Palma

### Piazzamenti

#### Primavera
- Campionato: 5º posto
- Coppa Italia: Secondo turno